# Cyril Baselios Malancharuvil
Kirilô Basiliô Malancharuvil O.I.C. (1935 - 2007) là một Đại Tổng giám mục của Giáo hội Công giáo nghi lễ Syro-Malankars, trực thuộc Giáo hội Công giáo Rôma. Ông nguyên là Đại Tổng giám mục Tòa Trivandrum, Chủ tịch Hội đồng các Giám mục của Ấn Độ và Chủ tịch Hội đồng Giáo hội Công giáo nghi lễ Syro-Malankars.

## Tiểu sử
Đại Tổng giám mục Kirilô Basiliô Malancharuvil sinh ngày 16 tháng 8 năm 1935, tại Pandalam, Ấn Độ. Sau quá trình tu tập dài hạn tại các cơ sở chủng viện theo quy định của Giáo luật Giáo hội, ngày 4 tháng 10 năm 1960, ở tuổi 25, Phó tế Malancharuvil tiến đến việc được truyền chức linh mục.
Với gần 20 năm kinh nghiệm trong sứ vụ linh mục, ngày 28 tháng 10 năm 1978, Tòa Thánh loan báo về việc tuyển chọn linh mục Kirilô Basiliô Malancharuvil làm Giám mục chính tòa Giáo phận Battery (Bathery), nghi lễ Syro-Malankars. Sau đó hai tháng, ngày 28 tháng 12 cùng năm, các nghi lễ tấn phong cho vị tân giám mục đã được cử hành. Ba giáo sĩ tham dự chính yếu vào nghi thức truyền chức, gồm chủ phong, là Tổng giám mục Benedict Varghese Gregorios Thangalathil, O.I.C., Tổng giám mục Tổng giáo phận Trivandrum (nghi lễ Syro-Malankars). Hai vị khác là phụ phong là Tổng giám mục Eustathe Joseph Mounayer, đến từ Tổng giáo phận Damas, nghi lễ Syria và Giám mục Paulos Philoxinos Ayyamkulangara, nguyên Giám mục Phụ tá Tổng giáo phận Trivandru,, nghi lễ Syro-Malankars.
Ngày 6 tháng 11 năm 1995, Tòa Thánh chọn Giám mục Malancharuvil làm Tổng giám mục Tổng giáo phận Trivandrum, nghi lễ Syro-Malankars. Ngày 10 tháng 2 năm 2005, Tòa Thánh quyết định cho Giáo hội Công giáo nghi lễ Syro-Malankars quyền được tự chọn tân giám mục cho mình, đồng thời nâng Tổng giáo phận Trivandrum thành Tòa Trivandrum. Cùng với nghi thức nâng cấp Tổng giáo phận thành Tòa Đại Tổng giám mục, Tổng giám mục Malancharuvil được tái bổ nhiệm ở lại đây với chức danh mới là Đại Tổng giám mục.
Đại Tổng giám mục Kirilô Basiliô Malancharuvil qua đời ngày 18 tháng 1 năm 2007, sau 22 năm làm người cha tinh thần cho giáo phận Trivandrum, trong đó có hai năm mang chức danh Đại Tổng giám mục, hưởng thọ 72 tuổi.